# Henry Markram

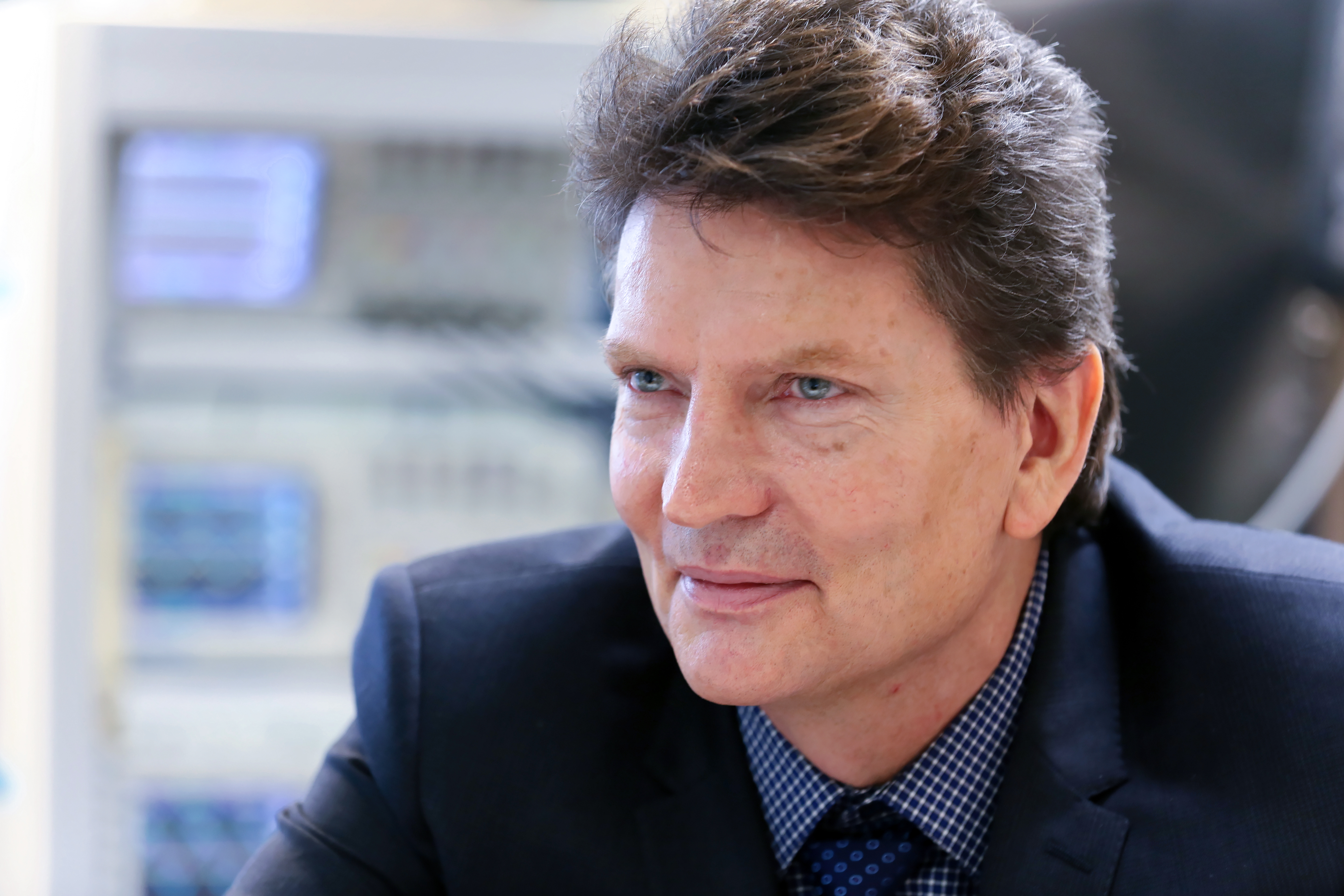
Henry Markram (2013)

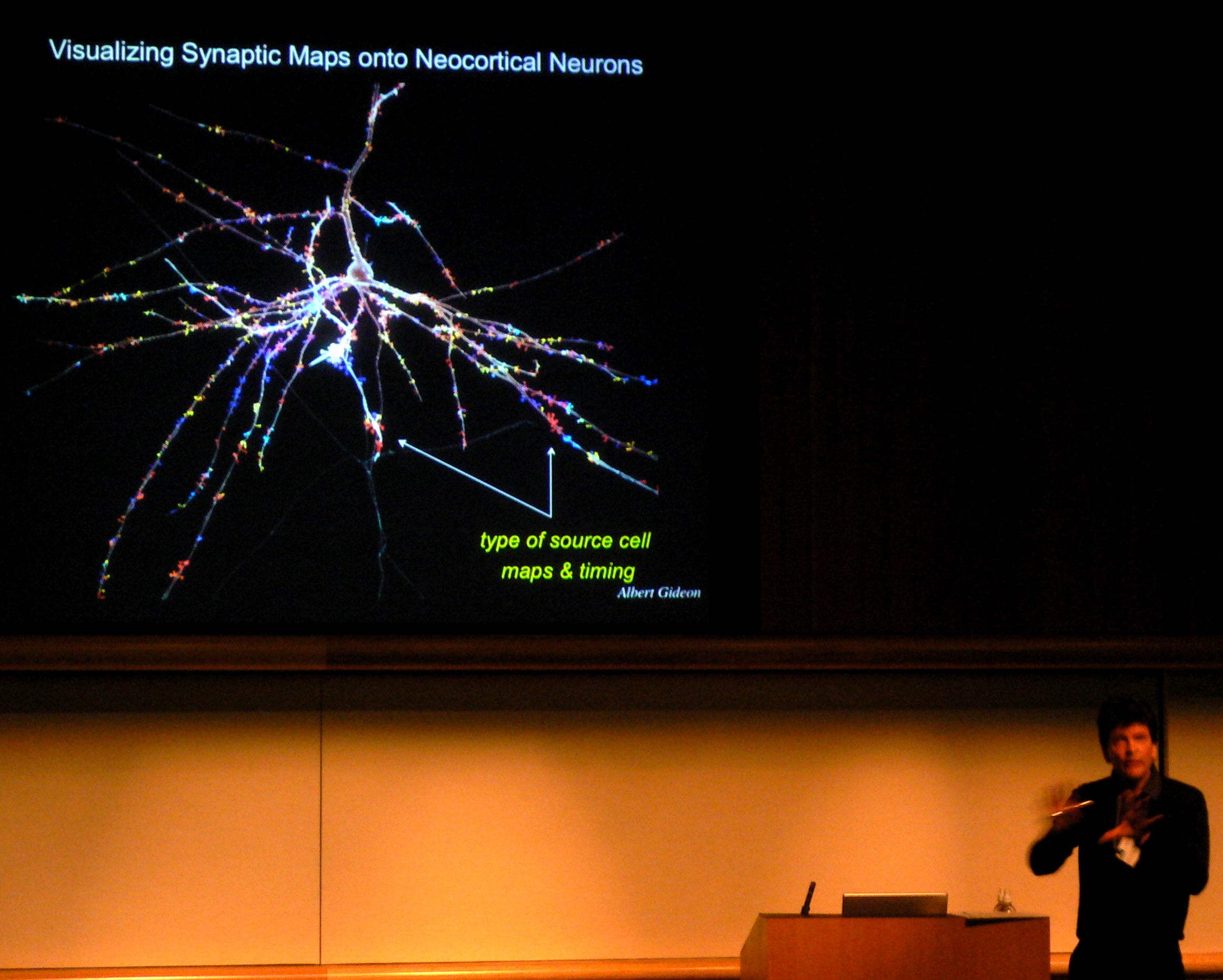
Markram demonstriert die Visualisierung von Synapsenaktivitäten im Neocortex des Gehirns

Henry Markram (* 28. März 1962 in der Kalahari, Südafrika) ist ein israelischer Hirnforscher südafrikanischer Herkunft.

## Leben
Seine Kindheit verbrachte Henry Markram auf der Farm seiner Eltern in der Kalahari-Wüste. Mit 13 Jahren besuchte er ein Internat in der Nähe von Durban. Danach studierte er Medizin und Neurophysiologie in Kapstadt. Nach seinem Studium forschte er zunächst am Weizmann-Institut in Israel. Dort lernte er seine erste Frau kennen und nahm die israelische Staatsbürgerschaft an. Nach der Ableistung seines Militärdienstes in Israel wechselte er ans Max-Planck-Institut für medizinische Forschung in Heidelberg, an dem er mit dem Nobelpreisträger Bert Sakmann zusammenarbeitete. Im Jahre 2002 erhielt er einen Ruf ans Massachusetts Institute of Technology, den er aber zugunsten eines besser dotierten Angebots der École polytechnique fédérale de Lausanne ablehnte.
Er ist in zweiter Ehe mit der deutsch-polnischen Neurowissenschaftlerin Kamila Markram verheiratet; sie haben zwei Kinder. Markrams Sohn aus erster Ehe (Kai, * 1994) ist Autist und veranlasste das Ehepaar, sich intensiv mit Autismus zu beschäftigen.

## Wirken
Er leitet das Forschungsvorhaben Blue Brain, das mit seinem Namen eine Blaupause des Gehirns assoziieren soll, an der École polytechnique fédérale de Lausanne (EPFL). Seit einer EU-Förderung von 1 Milliarde Euro über 10 Jahre als europäisches „Leuchtturmprojekt“ nennt sich Markrams Vorhaben, die inneren Mechanismen des Gehirns mit Neuronalen Netzen auf Supercomputern zu simulieren und zu verstehen, Human Brain Project. Anfang 2015 griffen in einem offenen Brief 800 Wissenschaftler das Projekt und insbesondere Markram an. Der Anspruch von Blue Brain, das Gehirn mit Computertechnik in all seiner Komplexitãt zu modellieren, sei überheblich und unrealistisch, der Führungsstil Markrams spiegle das wider. Kritisiert wird auch seine Rolle als Chefredakteur der 2007 gegründeten Frontiers-Reihe, die von einigen Wissenschaftlern als predatory publishing eingestuft wird (etwa von Jeffrey Beall). Das Unternehmen Frontiers Media wurde von ihm mitgegründet.

## Autismusforschung
Seit ca. 10 Jahren forscht das Ehepaar Markram an einer Theorie zum Autismus, der teilweise eine bedeutende Rolle in der Autismusforschung zuerkannt wird, während andere Wissenschaftler sie inhaltlich und aufgrund der Verbreitung über die umstrittene „Frontiers“-Reihe kritisieren. Auf der Grundlage ihrer neurowissenschaftlichen Forschung gehen die Markrams davon aus, dass Autisten ein „überempfindliches Gehirn“ haben. D. h. die neuronalen Verbindungen in autistischen Gehirnen reagieren schneller und intensiver auf sensorische Impulse, es werden mehr Impulse als durchschnittlich verarbeitet, sie werden besser gespeichert, behalten und detailliert erinnert. Diese Hyper-Funktionalität des Wahrnehmens, der Aufmerksamkeit und des Erinnerns führt bei jedem autistischen Kind zu unterschiedlichen Auswirkungen und individuellen neuronalen Mustern. Es entstehen in der Folge dieser Merkmale die für autismustypisch gehaltenen, scheinbar angeborenen Charakteristika des jeweiligen Verhaltens.
Diese Hyper-Funktionalität führe – so die Markrams – bei Autisten immer wieder zu Situationen, in denen sie emotional überfordert sind, d. h. einen 'overload' erfahren. Sie neigen dann zu Rückzug, Vermeiden soziale Kontakte, u. a. auch Vermeiden von Blickkontakten. Derart emotional überfordernde Ereignisse werden als belastend erinnert. Jedes dieser Ereignisse wird Teil einer Reihe von Vorkommnissen, die als feindselig verarbeitet werden können. Dies hat entsprechende negative Folgen in der Bewertung autistischen Verhaltens durch Nicht-Autisten. Sozialer Rückzug wird von den Markrams also nicht als angeborenes Defizit der autistischen Persönlichkeit gesehen, sondern als Folge negativer Vorkommnisse im Leben eines Autisten.